# مقاطعة أندروز (تكساس)
مقاطعة أندروز (بالإنجليزية: Andrews  County)‏ هي إحدى المقاطعات في ولاية تكساس، الولايات المتحدة الأمريكية، يبلغ عدد سكانها 14,786 نسمة طبقا لإحصاء عام 2010 .

موقع المقاطعة في ولاية تكساس